# Carlos Huertas
Carlos Huertas (Bogotá, 22 de junho de 1991) é um automobilista colombiano.

## Carreira
Huertas iniciou a carreira no kart em 2001, tendo participado em várias corridas da modalidade até 2006, na maior parte realizada em seu país natal.

## Fórmula BMW
Em 2007, estreou nos monopostos ao competir na Fórmula BMW Britânica, sendo o único representante latino do campeonato. Seu melhor resultado foi um sexto lugar na etapa de Oulton Park, terminando em 13º lugar, com 336 pontos. No ano seguinte, foi alçado ao certame europeu da categoria, pela equipe Double R Racing (ex-Räikkönen-Robertson Racing). Huertas encerrou a temporada em nono, com 136 pontos e um segundo lugar em Monza como resultado mais expressivo.

## Fórmula 3 Britânica
Continuou na Räikkönen-Robertson Racing em 2009, desta vez para correr na Fórmula 3 Britânica. Obteve a oitava posição na classificação geral, com 96 pontos. Na temporada seguinte, ficou em décimo lugar com 104 pontos e 4 pódios. Seu melhor desempenho na categoria foi em 2011, desta vez pela tradicional Carlin, quando conquistou a terceira posição, com 222 pontos e 8 pódios - o destaque foi a vitória na última prova da rodada-tripla de Silverstone.

## Fórmula Renault
Entre 2012 e 2013, disputou a Fórmula Renault 3.5 Series, com desempenho razoável em suas 2 temporadas na categoria - em ambas, foi 16º e 14º colocado, respectivamente.

## IndyCar Series
Depois de se aventurar no automobilismo europeu, Huertas cruzou novamente o Atlântico, desta vez para correr na IndyCar. Chegou a negociar com a Panther, mas a equipe não se inscreveu para a temporada 2014 e o colombiano quase ficou sem vaga. Ele fechou contrato com a Dale Coyne para, inicialmente, disputar as provas em circuitos mistos e de rua - posteriormente estendido para o campeonato completo, sendo o quarto representante do país, juntamente com o veterano Juan Pablo Montoya e os jovens Sebastián Saavedra e Carlos Muñoz.
Seu ano de estreia foi razoável, com a vigésima posição entre 36 pilotos inscritos, e 314 pontos marcados. O ponto alto foi sua primeira - e única - vitória na categoria norte-americana, na agitada corrida 1 de Houston. Huertas entrou na briga pela vitória quando Will Power, da Penske, rodou ao passar numa poça de água e provocar uma bandeira amarela. Quando seu companheiro de equipe Justin Wilson parou nos boxes, herdou a liderança que não largaria até o final, formando, juntamente com Montoya e Muñoz, um inédito pódio 100% colombiano em categorias top do automobilismo.

### Saída inesperada
Continuou na Dale Coyne para a temporada 2015 da Indy, agora tendo como companheiro de equipe o italiano Francesco Dracone, que voltava à categoria após 4 anos. Após disputar os GPs de St. Petersburg e Louisiana, foi surpreendentemente afastado da equipe em Long Beach, e sua vaga foi ocupada pelo americano Rocky Moran Jr., que não chegou a correr.
Huertas voltaria ao time no GP de Indianápolis, realizada no traçado misto utilizado na Fórmula 1 entre 2000 e 2007. Ele chegou a se classificar para as 500 Milhas de Indianápolis em 18º, porém foi impedido de participar da prova por problemas em seu ouvido que e causavam dores de cabeça. Sem ter voltado à Dale Coyne em 2015, o colombiano fechou a temporada na trigésima-sexta posição, com 31 pontos obtidos.